# 卡姆拉·珀塞德-比塞萨尔
卡姆拉·珀塞德－比塞萨尔（英語：Kamla Persad-Bissessar，1952年4月22日—），是特立尼达和多巴哥共和国第七任总理，她于2010年5月26日宣誓就任总理，是该国历史上第一位女性总理、反對黨領袖、總檢察長，以及首位非南亞國家的印度裔政府首腦。曾获得法学学士、工商管理硕士学位。曾经从事教育、社会、法律工作。
1987年至1995年先后任区议员、参议员。1995年当选众议员并连任至今。历任特多总检察长、司法部长和教育部长等职。2010年2月当选联合民族大会党领袖，5月率人民伙伴联盟胜选上台，至2015年大選落敗，再度成為反對黨領袖。

## 个人生活
珀塞德－比塞萨尔与格雷戈里·比塞萨尔（Gregory Bissessar）结婚，他们有一个儿子。